# Otterøya
Otterøya ist eine Insel in der Gemeinde Namsos in der norwegischen Provinz Trøndelag. Sie ist mit einer Fläche von 143 km² die größte Insel der Gemeinde. Otterøya liegt nordwestlich der Stadt Namsos auf der Nordseite des Namsenfjordes und ist über die Lokkaren-Brücke mit dem Festland verbunden. Die Insel wird oft als „Norwegen in Miniatur“ bezeichnet.

## Geographie
Otterøya befindet sich im Europäischen Nordmeer und gehört vollständig zur Gemeinde Namsos. Die Fläche beträgt 143 km², bei einer Länge von ca. 25,5 km und einer Breite von bis zu rund 8 km. Seitlich begrenzt wird Otterøya durch den Namsenfjord im Südwesten und durch den Raudsund mit Lauvøyfjord, Surviksund und Lokkarensund im Nordosten. Zahlreiche kleinere Fjorde und Buchten schneiden in die Küstenlinie der Insel ein. Dieser vorgelagert sind zudem viele kleine Inseln und Holme. Die höchsten Erhebungen der Insel sind Tømmervikfjellet (446 moh.), Krokfjellet (427 moh.) und Dyravassklumpen (423 moh.). Die größten Seen sind, gemessen an der Wasseroberfläche, das Myanvikvatnet mit 0,61 km², gefolgt vom Aglvatnet mit 0,54 km² sowie Fuglvatnet und Storskorstadvatnet mit je 0,29 km².

### Geologie
Generell gilt für das Untergrundgestein von Otterøya, dass es sich um deutlich saueres, schwerlösliches und daher für Pflanzen nährstoffarmes Gestein handelt. So besteht die Insel zu über 90 % aus dioritischen bis granitähnlichen Gneisgesteinen. Diese formen die Landmasse von den Küstenufern bis in die Bergregionen, einschließlich des Tømmervikfjellets. Einzig die Landenge zwischen dem Lauvøyfjord und dem Namsenfjord, im Südosten der Insel, besteht aus einem etwa 2,5 km breiten Streifen von Glimmergneis, Glimmerschiefer, Metasandstein und Amphibolit, stellenweise mit Granat, Kyanit und Sillimanit. In der Mitte dieser Ebene besteht das Untergrundgestein nur aus Amphibolit und Glimmerschiefer. Ebenfalls nur aus diesen beiden Gesteinsarten besteht der Untergrund des Landstreifens westlich des Fv767 rund um die Orte Sandvik und Broem im Südosten der Insel.
Das reine Gestein tritt nur in den höheren Berglagen der Insel hervor. Oft ist es von einer dünnen Humusschicht bedeckt. In den zahlreichen Tälern befinden sich unter der Humusschicht meist Löss- und Sedimentauffüllungen, die durch Verwitterung des umliegenden Gesteins sowie durch die Abgänge von Moränen abgelagert wurden.

### Klima
Das Klima auf Otterøya entscheidet sich nicht wesentlich von dem der übrigen Küstenregion in Nord-Trøndelag. Es ist ozeanisch mit milden Temperaturen im Jahresmittel und hohen Niederschlägen während des Winters. Die durchschnittliche jährliche Niederschlagsmenge beträgt etwa 1300 Millimeter. Die Anzahl der Tage mit schneebedecktem Boden beträgt für die Küstenregion im Durchschnitt knapp unter 50 Tage im Jahr. Hingegen in den höheren Berglagen, insbesondere in den Bergen im Südosten der Insel, kann der Boden auch teilweise über 100 Tage im Jahr mit Schnee bedeckt sein.

## Ökologie

### Flora
Die Flora der Insel gestaltet sich sehr abwechslungsreich. Aufgrund der Größe und dem Anstieg des Terrains von Seehöhe auf fast 450 m finden sich viele Vegetationsarten. So gibt es neben offenen Kulturlandflächen und Wiesen auch Sümpfe und Moore, sowie Wälder bis hin zu kaum bewachsenen Bergregionen. Die Baum- und Strauchzonen werden geprägt von Fichten, Kiefern, Birken, Espen, Vogelbeersträuchern, Schwarzer Krähenbeere, Besenheide, sowie diversen Gräser und Kräutern. Aufgrund der geologischen Beschaffenheit des Untergrundgesteins gestaltet sich die Vegetation in den Hochlagen, wenn lokal überhaupt vorhanden, nur sehr spärlich und kleinwüchsig. Größere Wälder finden sich meist nur in den Tälern der Insel mit ihren nährstoffreichen Böden. Die üppigste Vegetation auf der Insel befindet sich auf der Landenge zwischen Lauvøyfjord und Namsenfjord, da das dortige Bodengestein einen deutlich bessern Zugang zu Nährstoffen ermöglicht, als die bei der anderen Gesteinszusammensetzung auf dem Rest der Insel der Fall ist. Über die ganze Insel verteilt findet sich, unabhängig von der jeweiligen lokalen Vegetation, eine große Verbreitung von Flechten.

### Fauna
Auf Otterøya gibt es eine vielfältige Tierwelt, auch mit viel Großwild. Neben Elchen und Rehen ist besonders der Bestand an Rothirschen hervorzuheben. Es handelt sich dabei um das nördlichste Rothirschrevier Norwegens mit einem aktuell jährlich etwa konstanten Bestand von 800 Tieren. Die Population lebt auf der Insel bereits vermutlich seit Jahrtausenden, worauf mehrere prähistorische Jagdgruben hinweisen, in denen zahlreiche Pfeilspitzen sowie ein Häutungsmesser aus rotem Schiefer gefunden wurden. Im Hochland der Insel deuten zudem viele Ortsnamen auf ehemalige Jagdgründe hin, darunter Dyrmyra, Dyrhaugen, Dyrfjellet und Dyrstien. Insbesondere um die Wende vom 19. zum 20. Jahrhundert war die Insel auch für gutbetuchte Deutsche, darunter auch Grafen und Freiherren, ein beliebtes Jagdziel. Dies hatte zur Folge, dass der Rothirschbestand zur Jahrhundertwende fast vollständig eingebrochen war und die Anzahl der Tiere nur noch auf knapp 15 geschätzt wurde. In den Jahren 1900 und 1903 wurden daher von einem deutschen Freiherr insgesamt 16 Rothirsche aus deutschen und ungarischen Revieren auf die Insel importiert und der Rothirsch bis 1905 zur Bestandserholung unter Jagdschutz gestellt. Da die neu angewachsene Population für starken Wildverbiss sorgte, nahm die Jagd in den Folgejahren wieder zu, so dass die Art von 1924 bis 1928 erneut unter Schutz gestellt werden musste. Förderlich für die Bestandserholung auf die heute große Anzahl von Rothirschen waren auch die milden Winter der letzten 15 bis 20 Jahre. Bis heute lassen sich Unterschiede zwischen den Nachfahren der deutsch-ungarischen Rothirschen und der Norwegischen machen. Während erstere eine deutliche rot-braune Fellfärbung aufweisen, sind letztere an ihrem eher gräulichem Fell zu erkennen. Eine vollständige Vermischung der beiden Populationen hat demnach bis heute nicht stattgefunden.

## Geschichte
Der Name der Insel leitet sich vom Otter ab und bedeutet daher „Otterinsel“. Von 1913 bis 1964 gehörte Otterøya zur heute aufgelösten Kommune Otterøy und wurde mit Wirkung zum 1. Januar 1964 in die Kommune Namsos eingegliedert.
Im Jahr 2001 betrug die Einwohnerzahl der Insel 809 Bewohner.

## Kultur und Sehenswürdigkeiten

### Jagd
Auch heute noch ist Otterøya ein beliebtes Jagdrevier. Gejagt wird auf insgesamt 7200 Hektar ausgewiesenem Jagdgebiet, von 0 bis etwa 300 moh., sowohl auf Kulturland als auch in Sümpfen, Bergregionen und Wäldern. Wie in Europa üblich ist die Bejagung des Wildes auf der Insel gewissen Schutzzeiten unterworfen. Die Jagzeit auf Rotwild beginnt am 1. September und dauert bis 23. zum Dezember, mit einer Pause von 8 Tagen, vom 2. bis 9. Oktober. Die Elchjagd ist ab dem 25. September bis zum 31. Oktober erlaubt und wird wie die Rotwildjagd vom 2. bis 9. Oktober unterbrochen.

### Sport
Durch den Otterøy Idrettslag (dt.: „Otterøy Sportverein“) werden zahlreiche Langlaufloipen, Trimm-dich-Anlagen, Multisportanlagen und Rasenspielflächen unterhalten. Darüber hinaus wurden insgesamt sieben Wanderwege wurden durch den Norwegischen Tourismusverein ausgewiesen.

## Wirtschaft und Infrastruktur

### Wirtschaft
Die überwiegenden Erwerbszweige der Bevölkerung auf der Insel stellen Landwirtschaft, Fischerei, Fischzucht und Tourismus dar.

### Tourismus
In Aglen, im Nordwesten der Insel, gibt es einen Campingplatz.

### Verkehr
Über den Lokkaren-Sund im Südwesten der Insel führt der Fylkesvei 767 über die Lokkaren-Brücke und verbindet die Insel mit dem Festland. Dies ist die einzige konstante Verbindung der Insel mit dem Festland. Eine regelmäßige Fährverbindung gibt es nicht. Der Fv767 führt entlang der Südküste der Insel bis Skomsvoll. Von dort führen der Fv466 bis Hamnes und der Fv 467 als Schleife über die Tiefebene zwischen Lauvøyfjord und Namsenfjord, bevor er in den Fv465 mündet, der entlang der Nordküste von Otterøya bis in den äußersten Nordwesten der Insel führt und in Aglen endet. Der fünfte Fylkesvei auf der Insel ist der Fv 468, der bei Årnes vom Fv465 abzweigt und in Skorstad endet. Auf dem Luftweg ist die Insel per Flugzeug nicht erreichbar. Der nächste internationale Flughafen ist der Flughafen Trondheim. Von diesem aus werden von der Fluggesellschaft Widerøe regelmäßige Flüge zum Flughafen Namsos angeboten.

## Persönlichkeiten
- Idar Lind (* 1954), norwegischer Schriftsteller